# Cabaret Divertimento

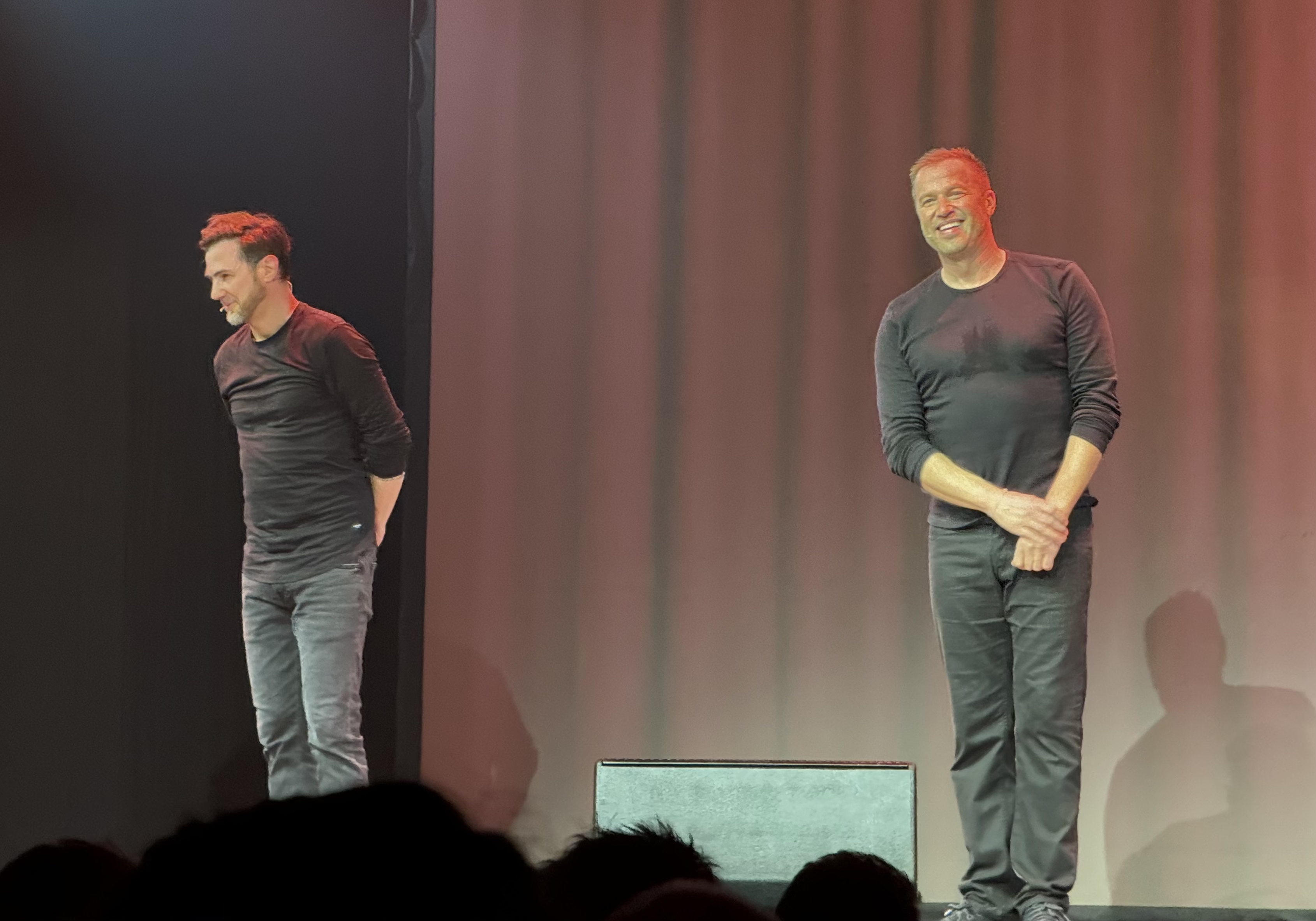
Divertimento (2024)

DivertiMento ist ein Schweizer Cabaretduo, das viele kabarettistischen Elemente präsentiert, von der Stand-up-Comedy bis zum satirischen Lied, von der situativen Posse bis zum erzählten Witz. Mimik, Sprachen, Wortspiele, Musik und Gesang spielen eine grosse Rolle.

## Besetzung und Namensgebung
- Manuel Burkart (* 1. November 1977), wohnhaft im Zürcher Oberland
- Jonny Fischer (* 3. Dezember 1979), wohnhaft in Zug[1]
- Divertimento (ital.): Amüsement, Kurzweil, Spass und Vergnügen
- Mento (a. d. griech.): Geist, Sinn und Verstand

Während Manuel Burkart den unterhaltenden, clownesken 'Diverti'-Part mit Hilfe von Grimassen, Pantomime sowie seiner extremen Beweglichkeit darstellt, übernimmt Jonny Fischer den souveränen, überlegten 'Mento'-Part aufgrund seiner Schlagfertigkeit und Redegewandtheit.

## Künstlerischer Werdegang
Jonny Fischer und Manuel Burkart lernten sich im Jahr 1999 im Internat während der Lehrerausbildung im Musiksaal am katholischen Seminar St. Michael in Zug kennen. Manuel übte dort öfter Klavier und Gesang und Jonny begann spontan mitzusingen und herumzualbern.
Jonny Fischer genoss eine klassische Gesangsausbildung und stellte diese in verschiedenen Chören unter Beweis. Manuel Burkart erweiterte sein Talent in Mimik und Gestik mittels einer zusätzlichen Ausbildung zur Pantomime. Zudem spielte Manuel als Gitarrist in einer Heavy-Metal-Band. Er hat gelegentlich Gastauftritte bei der Schweizer Hard-Rock-Band Tempesta und wirkt auf deren neuer Single Drag You Down als Divertimento-Figur Julian Kaufmann mit. An den regelmässig stattfindenden Semi Music Nights am Seminar traten Jonny und Manuel zuerst jeweils Solo auf, später gemeinsam mit der Nummer Gitarrenunterricht.
2001 feierten 'DivertiMento' Première mit kultimulturell in der Rathausschür in Baar. Ein Jahr später wurde das Duo vom Künstleragenten Claus Scherer bei einer Aufführung in Uster entdeckt. Sie traten semiprofessionell auf, während sie noch ihrem Lehrerberuf nachgingen. 2005 kündigten sie den Lehrerberuf, um sich voll und ganz ihrem zweiten Bühnenprogramm ZuvieliSation im Rahmen einer Schweiz-Tournee zu widmen. Daraus strahlte das Schweizer Fernsehen einen 60-minütigen Ausschnitt aus. Danach erhielten sie eine Gastrolle in Marco Rimas Kinofilm Handyman.
2008 erarbeiteten sie erstmals mit Co-Autor René Tanner ein drittes Programm Plan B aus. Premiere war im Oktober 2008 im Casino der Stadt Zug. Im Dezember gleichen Jahres folgte ein Auftritt beim Arosa Humor-Festival mit TV-Aufzeichnung. 2009 erfolgte ein Wechsel des Managements zu Keep Cool Produktion, wo DivertiMento seither unter der Obhut von Marco Schneider stehen. Seit 2008 sind bis heute sämtliche Shows ausverkauft.
2012 feiern Jonny Fischer und Manu Burkart Premiere mit ihrem Folgeprogramm Gate 10, welches an den Erfolg des Vorgängers nahtlos anknüpft. Jeweils innerhalb weniger Stunden sind sämtliche Tickets für die Tour verkauft. Am 3. September moderieren Jonny und Manu die Stadioneröffnung des FC Luzern vor 17'000 Menschen.
Im Mai 2013 erscheint nach über einem Jahr Arbeit das Divertimento-Buch (Divertimento – Das Buch), gleichzeitig wird die Tournee mit Gate 10 verlängert. Im Rahmen ihres Auftritts am Arosa Humorfestival erhalten Jonny und Manu den Humoraler für ihre erfolgreiche humoristische Tätigkeit. 2014 wählen die Schweizerinnen und Schweizer Divertimento bei der Wahl zum "Schweizer des Jahres" hinter Stanislas Wawrinka an 2. Stelle. Im selben Jahr erhält das Duo für über 52'000 verkaufte DVDs einen 8-fach-Platin-Award und werden im Rahmen des Swiss Talent Awards als «Performer of the Year 2014» ausgezeichnet. Danach machen Jonny und Manu eine Kreativpause. Sie schnupperten in vielen verschiedenen Berufsgattungen, um sich neue Inspiration für die Bühne zu holen. Für SRF gehen sie 2016 zudem «Über Stock und Stein» und wandern zu Fuss 150 Kilometer bei Wind und Wetter durch die Schottischen Highlands.
Als allererste Schweizer Comedians spielen Jonny und Manu 2015 im Zürcher Hallenstadion! Und das zweimal in Folge! Über 17’000 Zuschauer feiern die beiden Shows. Am 14. Februar 2015 endet die «Gate 10»-Tour nach 277 Shows mit der Dernière im legendären Zürcher Showtempel. Bei der Erarbeitung ihres neuen Programms werden Jonny und Manu von einer SRF-Filmcrew während der gesamten Entstehungsdauer begleitet. Der Dokfilm, welcher im März 2017 ausgestrahlt wurde, zeigt einmalige Einblicke in die harte Arbeit "lustig" zu sein. Die neue Show Sabbatical feiert im Herbst 2016 Premiere. Bis 2021 werden Divertimento 288 ausverkaufte Shows vor über 400'000 begeisterten Zuschauenden spielen.
Die zweite SRF-Reise von Manu und Jonny führt sie 2019 nach Südafrika. Zusammen erleben sie eindrückliche und herausfordernde Erlebnisse in einer grossartigen Landschaft mit kulturellen und sozialen Extremen. Im Oktober zeigt SRF zudem das «Divertimento-Special», das einen Querschnitt ihrer mittlerweile über 15-jährigen Bühnenpräsenz abbildet.
Divertimento startet am 19. September ihr neues Programm Bucket List in Basel. Das erste Tourjahr mit 60 Shows und 90'000 Tickets wurde wiederum innerhalb weniger Stunden ausverkauft. Das Programm wird 4–5 Jahre aufgeführt. Anschliessend wird sich das Duo auflösen.

## Auszeichnungen
- 2006: Prix Walo in der Sparte "Kabarett/Comedy"
- 2007: 3-fach Platin für die DVD «ZuvieliSation» (über 30‘000 verkaufte DVD)
- 2009: Prix Walo in der Sparte "Kabarett/Comedy"
- 2009: Prix Walo in der Sparte "Publikumsliebling"
- 2010: 7-fach Platin für die DVD «Plan B» (über 50‘000 verkaufte DVD)
- 2013: Arosa Humorfüller, Jurypreis des Arosa Humor-Festivals
- 2013: Prix Walo in der Sparte "Kabarett/Comedy"
- 2014: Prix Walo in der Sparte "Publikumsliebling"
- 2014: Performer of the year – Swiss Talent Award
- 2014: SwissAward | Schweizer des Jahres 2. Platz
- 2016: 25 Jahre Arosa Humorfestival – Best Act
- 2016: Arosa Humorfestival – Humorschaufel
- 2017: Swiss Comedy Award "Publikums Award"
- 2019: Starticket Golden Ticket Award für über 350’0000 verkaufte Tickets
- 2020: 7fach Platin Award für die “Sabbatical” DVD (über 25‘000 verkaufte DVD)

### Soziales Engagement
- UNICEF/Sporthilfe/Comedy for Charity/Stiftung „Menschen für Menschen“

## Cabaret-Programme
- 2002–2005: Kultimulturell
- 2005–2008: ZuvieliSation
- 2008–2011: Plan B
- 2012–2015: Gate 10
- 2016–2021: Sabbatical[6]
- seit 2023: Bucket List

### CDs
- 2006: ZuvieliSation
- 2009: Plan B (limitierte Bonus-CD in einer Erstauflage der Plan B DVD)
- 2013: Gate 10 (limitierte Bonus-CD in einer Erstauflage der Gate 10 DVD)
- 2019: Sabbatical (Live)

### Singles
- 2007: Master Pussy Pimp

### Videoalben
- 2006: ZuvieliSation
- 2009: Plan B (CH: ×8Achtfachplatin (Videoalbum) )
- 2013: Gate 10
- 2019: Sabbatical

## Sonstiges
2015 veröffentlicht die Post eine Sonderbriefmarke von Cabaret Divertimento. In der vierten Staffel der Castingshow Die grössten Schweizer Talente auf SRF 1 war Jonny Fischer 2016 Jurymitglied. 2015–2016 hatte Cabaret Divertimento eine Tourneepause. Seit 2020 moderiert Jonny die neue SRF-Show «Game of Switzerland». 2022 und 2023 ist er Juror bei der SRF-Casting-Show "Stadt, Land, Talent". Zuvor erscheint 2021 seine Biografie "Mein Name ist Jonathan" im Wörterseh Verlag.
Manu moderiert seit 2020 bei SRF "Bi de Lüt – Hüttengeschichten". 2021produziert SRF mit Manu als Host die fünfteilige Serie "Ein Manu für alle Fälle". 2023 trat er zusammen mit seiner Metal-Band "BBR" (Buddy Beer & Rock'n'Roll) als Vorband der Formation "Krokus" im Zürcher Hallenstadion auf.